# Dwie brygady
Dwie brygady – polski film obyczajowy z 1950 roku, utrzymany w konwencji socrealistycznej.

## Opis fabuły
Polska Ludowa końca lat 40. Aktorzy pewnego teatru przygotowują się do wystawienia socrealistycznej sztuki czechosłowackiej pt. Brygada szlifierza Karhana. Dla większości aktorów starego pokolenia jest to repertuar obcy i niezrozumiały, dla większości młodych przeciwnie – są pełni entuzjazmu. Te dwie skrajne postawy rodzą jednak konflikty w zespole. Reżyser postanawia w celu podpatrzenia realiów sztuki złożyć wraz z zespołem wizytę w pobliskiej fabryce. Okazuje się, że problemy zawarte w sztuce i występujące w zespole aktorskim są identyczne z tymi w fabryce. Jest to ogólny konflikt pokoleniowy pomiędzy starymi pracownikami a młodymi racjonalizatorami. Ponieważ jednak zarówno starzy jak i młodzi aktorzy, pomimo różnic są wierni idei sztuki i pomimo wszystko chcą wystawić dobry spektakl, premiera przynosi wielki sukces. Z kolei zapraszani na próby oraz premierę, starzy i młodzi robotnicy fabryki bez trudu odnajdują w odgrywanych przez aktorów rolach postacie ze swojej fabryki. Spektakl daje im do myślenia, zaczynają rozumieć, że ponad podziałami powinna stać idea wydajnej pracy, oparta na współzawodnictwie. 

## Obsada
- Zdzisław Karczewski – reżyser
- Kazimierz Opaliński – aktor Jerzy Borowicz
- Zygmunt Lalek – robotnik Walczak
- Hanka Bielicka – aktorka Sarnecka
- Danuta Mniewska-Dejmek – aktorka Podlewska
- Andrzej Łapicki – aktor Stanisz
- Tadeusz Łomnicki – aktor Pietrzak
- Artur Młodnicki – scenograf Jan Grzelak
- Ludwik Sempoliński – dyrektor teatru

## Produkcja
Zdjęcia kręcono w Kaliszu (fronton Teatru im. Bogusławskiego).